# Louis Spohr

Louis Spohr, porträtterad av Johann August Nahl den yngre.

Ludwig Spohr, vanligen kallad Louis Spohr, född 5 april 1784 i Braunschweig, död 22 oktober 1859 i Kassel, var en tysk tonsättare och violinist.
Han växte upp i ett musikaliskt hem och han fick lärare i musikens teori och violinspel. 1799 blev han anställd som kammarmusikus hos hertigen av Braunschweig, som bekostade hans vidare utbildning, och slutligen som elev anförtrodd åt violinisten Franz Eck (av Mannheimskolan). Spohr tog också starkt intryck av violinvirtuosen Pierre Rode. 
Som virtuos och kompositör väckte Spohr vid sin första konsertresa, 1804, stor sensation i Leipzig, och 1805 engagerades han som konsertmästare i Gotha. Han gifte sig 1806 med den framstående harpisten Dorette Scheidler, med vilken han företog nya konsertresor, varunder han 1812 kom till Wien. Där blev han kapellmästare vid Theater an der Wien. År 1815 lämnade han denna plats, för att efter en konsertresa till Italien, där han tävlade med Niccolo Paganini, 1817 överta kapellmästarbefattningen vid Frankfurts stadsteater. År 1820 företog Spohr, tillsammans med sin maka, en lysande turné i England, där konstnärsparet jämväl vid hovet blev högt uppburet, samt därefter till Paris. 
Efter ett års uppehåll i Dresden kallades Spohr 1822 som hovkapellmästare till Kassel, där han högt ärad och ansedd tillbringade sin återstående levnad. Vid sitt 25-årsjubileum som kapellmästare erhöll han titeln generalmusikdirektor, blev hedersborgare i staden Kassel och rönte andra utmärkelser. År 1834 blev han änkling, men två år senare äktade han den framstående pianisten Marianne Pfeiffer. Hans senaste levnadsår förbittrades en aning genom att han ofrivilligt pensionerandes 1857, dessutom drabbades han av ett armbrott som tvingade honom att sluta spela violin och frånsäga sig sina elever. Utan föregående sjukdom avled han av ålderdomssvaghet. I Kassel restes 1884 en staty över honom. Spohr var sedan 1840 ledamot av Kungliga Musikaliska Akademien i Stockholm. 
Som violinvirtuos berömmes Spohr för sin stora, sjungande ton - den spohrska stråken blev en "terminus technicus" -, sitt klassiskt lugna, själfulla föredrag och en fulländad teknik. Den nobless, den kärlek till det gedigna i konsten, som i så hög grad utmärkte hans kompositioner, uppenbarade sig även i hans violinspel. Av hans uppemot 200 elever blev Ferdinand David den mest berömde, men även Moritz Hauptmann, Johan Peter Emilius Hartmann, Fredrik Pacius med flera har vunnit rykte som tonsättare eller violinister. 
Även som dirigent var Spohr begåvad, inte minst med ett i allo vinnande sätt. Han dirigerade flera stora musikfester i Tyskland och England. Hans flesta tonverk visar mycket släkttycke med varandra. Man får av dem intrycket av en högt begåvad, ytterst produktiv konstnärsande, men mycket begränsad. Hans originalitet är omisskännlig och framstår i synnerhet genom hans karakteristiska sätt att modulera med (ej sällan tröttsamma) kromatiska fortskridningar. För det veka, milda, svårmodiga, till och med vekliga finner han lättast uttryck; livsglädjen, där den någon gång bryter fram, återges på ett retande och behagfullt sätt, men aldrig bullrande. 
Han höll strängt på formens renhet och klarhet, övergav aldrig sin förkärlek för Mozart, men var som tondiktarindividualitet egentligen romantiker och kan sägas bilda ett mellanled mellan den äldre och yngre romantiska skolan i Tyskland. Att han ägde blick för utvecklingen inom den musikaliska konsten, därom vittnar hans böjelse för symfonisk programmusik och den uppmuntran han skänkte Richard Wagners strävanden. Sällan har en konstnär i livstiden rönt så allmän hyllning, som städse ägnades Spohr på grund av hans storhet som virtuos, dirigent och lärare, hans högtsträvande tondiktning, karaktärens renhet, kraft och frihet från allt småsinne, vidhjärtenheten samt det imposanta och värdiga i hans personliga framträdande. Emellertid ansågs hans musik i början av 1900-talet till större delen föråldrad; endast en del av violinsakerna spelades fortfarande.
Spohr skrev musik redan i barnaåren. Han komponerade totalt cirka 150 verk. Bland hans 10 operor kan nämnas Faust (1816), Zemire und Azor (1819; "Zemir och Azor", uppförd i Stockholm 1828), Jessonda (1823; uppförd i Stockholm 1826), Der berg geist (1825) och Die kreuzfahrer (1845). Endast Jessonda har ett drägligt libretto. Av de 5 oratorierna, som åtminstone i England gjorde stor lycka, kan nämnas Die letzten Dinge (1826) och Der Fall Babylons (1842), bland de 9 symfonierna Die Weihe der Töne, Irdisches und göttliches, Historische Symphonie och Die vier Jahreszeiten. Vidare komponerade han 3 konsertouvertyrer, ouvertyr till Macbeth, mässor, kantater och ett stort antal sånger. 
Bland de 17 violinkonserterna är de i A-dur ("sångscenen"), e-moll och d-moll mest kända och omtyckta. Därtill kommer 34 stråkkvartetter, 4 dubbelkvartetter, 6 stråkkvintetter, en stråksextett, en pianoseptett, 2 pianokvintetter, 5 pianotrior, en mängd violinsonater, en oktett och en nonett för stråk- och blåsinstrument, 4 klarinettkonserter med mera. Han utgav också en populär violinskola i 3 delar (1831). Hans självbiografi utgavs 1860–61 i 2 band. Biografier över Spohr skrevs av W. Neumann (1854), Hans Michel Schletterer (1881) med flera.

## Eftermäle
Asteroiden 7625 Louisspohr är uppkallad efter Louis Spohr.

## Verk (i urval)
- Violinkonsert nr 1 i A-dur, op. 1 (1802)
- Violinkonsert nr 2 i d-moll, op. 2 (1804)
- Duett för 2 violiner i F-dur, op. 3:2 (1802)
- Duett för 2 violiner i G-dur, op. 3:3 (1802)
- Stråkkvartett nr 1 i C-dur, op. 4:1 (1805)
- Stråkkvartett nr 2 i c-moll, op. 4:2 (1805)
- Variationer för violin och stråktrio i d-moll, op. 6 (1806)
- Violinkonsert nr 3 i C-dur, op. 7 (1806)
- Variationer för violin och stråktrio i A-dur, op. 8 (1805)
- Duett för 2 violiner i C-dur, op. 9:1 (1806)
- Duett för 2 violiner i A-dur, Op. 9:2 (1806)
- Violinkonsert nr 4 i h-moll, op. 10 (1805)
- Stråkkvartett nr 3 i d-moll (Quatuor brillant nr 1), op. 11 (1806)
- Ouvertyr för orkester i c-moll, op. 12 (1806)
- Duo för violin och viola i e-moll, op. 13 (1807)
- Stråkkvartett nr 4 i Ess-dur, op. 15:1 (1806)
- Stråkkvartett nr 5 i D-dur, op. 15:2 (1806)
- Sonat för violin och harpa i B-dur, op. 16 (1806)
- Violinkonsert nr 5 i Ess-dur, op. 17 (1807)
- Symfoni nr 1 i Ess-dur, op. 20 (1811)
- 6 sånger, op. 25 (1809)
- Klarinettkonsert nr 1 i c-moll, op. 26 (1808)
- Stråkkvartett nr 6 i g-moll, op. 27 (1812)
- Violinkonsert nr 6 i g-moll, op. 28 (1808)
- Stråkkvartett nr 7 i Ess-dur, op. 29:1 (1813)
- Stråkkvartett nr 8 i C-dur, op. 29:2 (1813)
- Stråkkvartett nr 9 i f-moll, op. 29:3 (1813)
- Stråkkvartett nr 10 i A-dur, op. 30 (1814)
- Nonett i F-dur, op. 31 (1813)
- Oktett i E-dur, op. 32 (1814)
- Stråkkvintett nr 1 i Ess-dur, op. 33:1 (1813)
- Stråkkvintett nr 2 i G-dur (Grande quintetto), op. 33:2 (1813)
- Fantasi för harpa i c-moll, op. 35 (1807)
- 6 sånger, op. 37 (1815)
- Violinkonsert nr 7 i e-moll, op. 38 (1814)
- Duett för 2 violiner i d-moll, op. 39:1 (1816)
- Duett för 2 violiner i Ess-dur, op. 39:2 (1816)
- Duett för 2 violiner i E-dur, op. 39:3 (1816)
- 6 sånger, op. 41 (1815)
- Stråkkvartett nr 11 i E-dur (Quatuor brillant nr 2), op. 43 (1817)
- Stråkkvartett nr 12 i C-dur, op. 45:1 (1818)
- Stråkkvartett nr 13 i e-moll, op. 45:2 (1818)
- Stråkkvartett nr 14 i f-moll, op. 45:3 (1818)
- Violinkonsert nr 8 i a-moll, op. 47 (1816)
- Sinfonia concertante nr 1 i A-dur, op. 48 (1808)
- Symfoni nr 2 i d-moll, op. 49 (1820)
- Potpourri över teman ur Trollflöjten för violin och piano i fiss-moll, op. 50 (1820)
- Kvintett för flöjt, klarinett, horn, fagott och piano i c-moll, op. 52 (1820)
- Mässa i c-moll, op. 54 (1821)
- Violinkonsert nr 9 i d-moll, op. 55 (1820)
- Klarinettkonsert nr 2 i Ess-dur, op. 57 (1810)
- Stråkkvartett nr 15 i Ess-dur, op. 58:1 (1821)
- Stråkkvartett nr 16 i a-moll, op. 58:2 (1821)
- Stråkkvartett nr 17 i G-dur, op. 58:3 (1821)
- Stråkkvartett nr 18 i h-moll (Quatuor brillant nr 3), op. 61 (1819)
- Violinkonsert nr 10 i A-dur, op. 62 (1810)
- Dubbelkvartett nr 1 i d-moll, op. 65 (1823)
- Duett för 2 violiner i a-moll, op. 67:1 (1824)
- Duett för 2 violiner i D-dur, op. 67:2 (1824)
- Duett för 2 violiner i g-moll, op. 67:3 (1824)
- Stråkkvartett nr 19 i A-dur (Quatuor brillant nr 4), op. 68 (1823)
- Stråkkvintett nr 3 i h-moll, op. 69 (1826)
- Violinkonsert nr 11 i G-dur, op. 70 (1825)
- 6 sånger för röst och piano, op. 72 (1826)
- Stråkkvartett nr 20 i a-moll, op. 74:1 (1826)
- Stråkkvartett nr 21 i B-dur, op. 74:2 (1826)
- Stråkkvartett nr 22 i d-moll, op. 74:3 (1826)
- Dubbelkvartett nr 2 i Ess-dur, op. 77 (1827)
- Symfoni nr 3 i c-moll, op. 78 (1828)
- Violinkonsert nr 12 i A-dur, op. 79 (1828)
- Stråkkvartett nr 23 i E-dur, op. 82:1 (1828)
- Stråkkvartett nr 24 i G-dur, op. 82:2 (1828)
- Stråkkvartett nr 25 i a-moll, op. 82:3 (1828)
- Stråkkvartett nr 26 i Ess-dur (Quatuor brillant nr 5), op. 83 (1829)
- Stråkkvartett nr 27i d-moll, op. 84:1 (1831)
- Stråkkvartett nr 28 i Ass-dur, op. 84:2 (1831)
- Stråkkvartett nr 29 i h-moll, op. 84:3 (1831)
- 3 psalmer för solister och kör, op. 85 (1832)
- Symfoni nr 4 i F-dur (Die Weihe der Töne), op. 86 (1832)
- Dubbelkvartett nr 3 i e-moll, op. 87 (1832)
- Concertante för 2 violiner och orkester i h-moll, op. 88 (1833)
- Erinnerung an Marienbad, vals för orkester i A-dur, op. 89 (1833)
- Stråkkvintett nr 4 i a-moll, op. 91
- Violinkonsert nr 13 i E-dur, op. 92 (1835)
- Stråkkvartett nr 30 i A-dur (Quatuor brillant nr 6), op. 93 (1835)
- Duo concertante för violin och piano i g-moll, op. 95 (1836)
- Duo concertante för violin och piano i F-dur (Nachklänge einer Reise nach Dresden und in die sächische Schweiz), op. 96 (1836)
- Symfoni nr 5 i c-moll, op. 102 (1837)
- 6 sånger för röst, klarinett och piano, op. 103 (1837)
- Stråkkvintett nr 5 i g-moll, op. 106 (1838)
- Violinkonsert nr 14 i a-moll, op. 110 (1839)
- Duo concertante för violin och piano i E-dur, op. 112 (1837)
- Symfoni nr 6 i G-dur (Historische im Stil und Geschmack 4 verschiedener Zeitabschnitte), op. 116 (1839)
- Pianotrio nr 1 i e-moll, op. 119 (1841)
- Symfoni nr 7 i C-dur (Irdisches und Göttliches im Menschenleben), op. 121 (1841)
- Pianotrio nr 2 i F-dur, op. 123 (1842)
- Pianotrio nr 3 i a-moll, op. 124 (1842)
- Pianosonat i Ass-dur, op. 125 (1843)
- Konsertouvertyr för orkester i D-dur (Im ernsten Stil), op. 126 (1842)
- 6 duetter för violin och piano, op. 127 (1843)
- Violinkonsert nr 15 i e-moll, op. 128 (1844)
- Stråkkvintett nr 6 i e-moll, op. 129 (1845)
- Pianokvintett nr 2 i D-dur, op. 130 (1845)
- Konsert för stråkkvartett och orkester i a-moll, op. 131 (1845)
- Stråkkvartett nr 31 i A-dur, op. 132 (1846)
- Pianotrio nr 4 i B-dur, op. 133 (1846)
- 6 salongsstycken för violin och piano, op. 135 (1846)
- Dubbelkvartett nr 4 i g-moll, op. 136 (1847)
- Symfoni nr 8 i G-dur, op. 137 (1847)
- Stråksextett i C-dur, op. 140 (1848)
- Stråkkvartett nr 32 i C-dur, op. 141 (1849)
- Pianotrio nr 5 i g-moll, op. 142 (1849)
- Symfoni nr 9 i h-moll (Die Jahreszeiten), op. 143 (1849)
- Stråkkvintett nr 7 i g-moll, op. 144 (1850)
- Stråkkvartett nr 33 i G-dur, op. 146 (1851)
- Septett för flöjt klarinett, horn, fagott, violin, cello och piano i a-moll, op. 147 (1853)
- Duett för 2 violiner i F-dur, op. 148 (1854)
- Rondoletto för piano i G-dur, op. 149 (1848)
- Duett för 2 violiner i D-dur, op. 150 (1854)
- Stråkkvartett nr 34 i Ess-dur, op. 152 (1855)
- Duo för två violiner i C-dur, op. 153 (1855)
- 6 sånger, op. 154 (1856)
- Stråkkvartett nr 35 i Ess-dur, op. 155 (1856)
- Stråkkvartett nr 36 i g-moll, op. 157 (1857)
- Symfoni i Ess-dur, WoO 8 (1857)
- Violinkonsert i G-dur, WoO 9 (1799)
- Violinkonsert i e-moll, WoO 10 (1803)
- Concertante för violin, cello och orkester i C-dur, WoO 11 (1803)
- Violinkonsert i A-dur, WoO 12 (1803)
- Concertante för violin, harpa och orkester i G-dur, WoO 13 (1806)
- Concertante för violin, harpa och orkester i e-moll, WoO 14 (1807)
- Klarinettkonsert nr 3 i f-moll, WoO 19 (1821)
- Klarinettkonsert nr 4 i e-moll, WoO 20 (1828)
- Trio för harpa, violin och cello, WoO 28 (1806)
- Alruna, die Eulenkönigin, opera i 3 akter, WoO 49 (1808)
- Der Zweikampf mit der Geliebten, opera i 3 akter, WoO 50 (1810)
- Faust, opera i 2 akter, WoO 51 (1813, rev 1852)
- Zemire und Azor, opera i 2 akter, WoO 52 (1818/19)
- Jessonda, opera i 3 akter, WoO 53 (1822)
- Der Berggeist, opera i 3 akter, WoO 54 (1824)
- Pietro von Abano, opera i 2 akter, WoO 56 (1827)
- Der Alchymist, opera i 3 akter, WoO 57 (1829/30)
- Die Kreuzfahrer, opera i 3 akter, WoO 59 (1843/44)

## Koral i Sverige
Spohr finns representerad i Frälsningsarméns sångbok 1990 (FA) med en tonsättning: Att vara Kristi brutna bröd (FA nr 384), tonsatt okänt årtal, text av Albert Orsborn.